# Habronyx regalis
Habronyx regalis là một loài tò vò trong họ Ichneumonidae.